# Marco Santucci (compositore)
Marco Santucci (Camaiore, 4 luglio 1762 – Lucca, 29 novembre 1843) è stato un compositore e teorico musicale italiano.

## Biografia

### La giovinezza, gli anni a Napoli e i primi incarichi a Camaiore
Nacque nella contrada Sesto San Martino, e probabilmente studiò l'organo nella chiesa Collegiata come gli altri bambini (lo statuto di Camaiore prevedeva che l'organista insegnasse obbligatoriamente la musica ai piccoli). Il giovane Santucci doveva essere un bambino prodigio, almeno al confronto con i coetanei: a 13 anni recitò il ruolo della prima donna nell'intermezzo La contadina in corte di Antonio Sacchini nel teatro camaiorese dell'Olivo; dimostrò precoci interessi compositivi per la musica sacra con una elementare Messa a quattro voci e basso; e una delibera del consiglio di Camaiore del 22 novembre 1778 (conservata presso l'Archivio Comunale di Camaiore) lo assume addirittura come assistente di Francesco Gambogi, organista di Santa Maria, con l'opzione perfino di sostituirlo una volta ottenute le attestazioni di una adeguata preparazione. È per ottemperare alla delibera che, a 17 anni, si iscrisse al Conservatorio di Santa Maria di Loreto a Napoli, dove studiò con Fedele Fenaroli. Costui stimò molto il suo studente, e scrisse al Consiglio di Camaiore onde ottenere una proroga al suo incarico di organista, adducendo come scusante il fatto che il suo talento gli aveva fatto ottenere altri incarichi non prorogabili a Napoli. Anche nella biografia di Santucci pubblicata dal nipote Giovan Battista Rinuccini si parla di uno studente estremamente valente, che destò l'ammirazione di Domenico Cimarosa e che componeva grandiosi lavori (l'intermezzo Le paure del 1781,  e un colossale Credo del 1789 per una non meglio identificata «Chiesa di San Luigi di Palazzo», forse la Chiesa di Santa Croce di Palazzo) ammirati anche in Germania, tanto da fargli guadagnare commissioni e incarichi a Maastricht, rimasti lettera morta a causa degli sconvolgimenti rivoluzionari. Le notizie di Rinuccini non sono verificabili, ma è sicuro il ritorno di Santucci a Camaiore nel 1790 per diventare finalmente organista e obbedire alla delibera di dodici anni prima. Santucci riuscì a convincere il Consiglio a farsi assumere in un incarico a vita, cosa che gli garantì la sicurezza economica e la possibilità di dedicarsi completamente alla musica e all'insegnamento. Nel 1790 collaborò con Pasquale Antonio Soffi e Antonio Puccini alla cantata scenica Marco Curzio (eseguita nel 1791, il cui autografo è conservato a Bologna, vedi sezione Opere e fonti) per il festival musicale lucchese delle «Tasche», e nel 1794 prese i voti per diventare maestro di cappella a Camaiore.

### Maestro di cappella al Laterano
Nel 1797 fu chiamato come successore di Pasquale Anfossi alla guida della cappella del Laterano a Roma. Non sappiamo quanto rimase in carica: per alcuni fu a Roma fino al 1808, mentre altri lo dànno di nuovo a Camaiore dopo solo un anno, forse timoroso della rivalità di Nicola Antonio Zingarelli, che nello stesso periodo cercava un incarico romano per lasciare la provinciale Loreto. Le premature dimissioni sono confermate da una sua petizione per un aumento di stipendi della cappella di Camaiore, certificato dal Consiglio già nel 1802, e da altre fonti coeve. Nel saggio che Giuseppe Baini (anch'egli un compositore romano attivo in quel periodo che ebbe anche in seguito, come vedremo, a che fare con Santucci) stava allora scrivendo sull'attività di Giovanni Pierluigi da Palestrina (poi pubblicato nel 1828), si afferma che Santucci lasciò l'incarico al Laterano già nel luglio del 1797. Anche la biografia di Rinuccini conferma le premature dimissioni, ma adduce come motivazione il clima belligerante e il disordine politico romano alla vigilia della proclamazione della Repubblica Romana (1798-1799). Una contingenza politica confermata da un manoscritto conservato nella Biblioteca Statale di Lucca, contenente l'autobiografia di Pierantonio Butori, musicista camaiorese e amico di Santucci (suo compagno di scuola a Napoli): nella sua narrazione (intitolata Memorie della vita di me Pierantonio Butori), Butori dice di aver avvertito Santucci dell'imminente arrivo dei francesi a Roma, suggerendogli di scappare al più presto.

### L'Accademia Napoleone
Nel 1805, la Repubblica di Lucca divenne un principato cui fu unito quello di Piombino (il Principato di Lucca e Piombino), governato dalla sorella e dal cognato di Napoleone, Elisa e Felice Baciocchi. Costoro soppressero molte chiese e annullarono il repubblicano festival delle «Tasche», suscitando le lamentele della popolazione. Per ovviare all'improvvisa mancanza di musica (allora appannaggio quasi esclusivo delle chiese), i príncipi fondarono delle cappelle di corte e istituirono molte organizzazioni musicali, tra cui la grande Accademia Napoleone, che indisse un periodico premio musicale al fine di sostituire degnamente le «Tasche». Il primo vincitore del premio fu Santucci, nel 1806, con un Mottetto a sedici voci in quattro cori per Santa Cecilia. Il lavoro incontrò l'entusiasmo di tutti i giudici per il suo virtuosismo, ma fu aspramente criticato proprio da Baini. Forte delle sue ricerche su Palestrina, Baini affermò che il lavoro di Santucci era in realtà molto omofonico, e che la composizione per quattro cori non sarebbe comunque dovuta essere ragione di stupore né di merito visto che nel '500 si scrivevano mottetti anche per dodici cori (Baini pubblicò la sua critica come Lettera sopra il mottetto a quattro cori del Sig. Marco Santucci a Roma nel 1807, in un'edizione circolata tra i suoi studenti). Nonostante le critiche, Santucci si inserì bene nella vita del principato lucchese, tanto da lasciare quasi definitivamente Camaiore. Suscitò la simpatia della principessa Elisa in persona, che nel 1808 lo rese canonico nella cattedrale, e lo chiamò tra gli otto membri della sezione musicale dell'Accademia, con un favoritismo che suscitò le gelosie degli altri compositori lucchesi.

### L'attività a Lucca e il trattatoSulla melodia
A Lucca, Santucci insegnò (tra i suoi allievi ci fu per un breve periodo Michele Puccini, padre di Giacomo), compose musiche sacre e scrisse un trattato sulla melodia. In esso, Santucci si allinea alle teorie di Andrea Majer e di tanti altri sulla supremazia della melodia sull'armonia, in aperta e polemica controtendenza con i compositori romantici coevi, da lui definiti «rivoluzionari», «barbarici» e anti-italiani, poiché corrotti dalla complicata e inutilmente ricercata moda musicale e letteraria germanica e inglese, che, con suo grande sconcerto, stava contagiando anche la musica sacra: un testo che prova alla perfezione l'esistenza di forti risacche classicistiche al Romanticismo. Ancora nel trattato, Santucci afferma che dopo la sua promozione a canonico bruciò le sue opere teatrali, scritte in precedenza (in gran parte su testi di Pietro Metastasio), perché «indegne di un prete». Continuò la sua attività anche dopo la Restaurazione, nel Ducato di Lucca dei Borbone di Parma. Un documento autografo del suo allievo Francesco Zanetti (1825-1840), oggi conservato a Napoli, ci informa che Santucci, come esercizio agli studenti, dava da abbellire i bassi del suo vecchio maestro Fenaroli, forse proprio quelli su cui studiò lui stesso. Ancora a Napoli è presente una Messa da Requiem di Santucci adoperata da Saverio Mercadante (per anni direttore del Conservatorio napoletano), datata agli anni '50 dell'Ottocento: un documento che dimostra dell'autorevolezza di cui godeva Santucci. 
Nel 1830, Santucci venne colpito da un ictus i cui postumi perdurarono fino alla sua morte nel 1843.

## Opere e fonti
La consistenza degli autografi e delle copie manoscritte rimasteci delle composizioni di Santucci (soprattutto sacre e vocali, ma anche strumentali, per organo e clavicembalo) riflette le sue piazze di lavoro e di studio: le città che conservano più copie sono Napoli, il Laterano e, soprattutto, Camaiore e Lucca. Collezioni consistenti sono anche alla Biblioteca Palatina di Parma, all'Accademia Filarmonica di Bologna e, all'estero, a Münster e Berlino.

### Copie manoscritte
Il Répertoire international des sources musicales (RISM), l'OPAC del Servizio Bibliotecario Nazionale (SBN), e l'Ufficio Ricerca Fondi Musicali di Milano (URFM) segnalano 
- 32 copie manoscritte recanti opere di Santucci al Conservatorio San Pietro a Majella di Napoli (in parte digitalizzati su Internet Culturale)[28][29][30][31],
- 30 nell'Archivio del Laterano a Roma[27],
- 25 alla Santini-Bibliothek di Münster[27],
- 21 alla Biblioteca Palatina di Parma[29][30][32],
- 18 nel Musikabteilung del Preußischer Kulturbesitz nella Staatsbibliothek zu Berlin[27],
- 11 all'Accademia Filarmonica di Bologna[29][32],
- 7 nell'Archivio del convento e archivio musicale della Santissima Annunziata di Firenze[27][30][32],
- 3 nel Fondo Noseda del Conservatorio di Milano.[29][30][32]

Altre istituzioni che conservano copie manoscritte:
- la Biblioteca Nazionale Marciana di Venezia[30],
- il Museo internazionale e biblioteca della musica di Bologna[30][32],
- l'Archivio del Seminario Arcivescovile di Genova[30][32],
- il Conservatorio Cherubini di Firenze[30][33],
- l'Archivio di Stato di Firenze[30][32],
- l'Archivio Capitolare di Pistoia[30][32][34],
- la Biblioteca Statale di Lucca[30][32][35],
- il Conservatorio di Lucca[32][35][36],
- il Fondo Antico della Biblioteca Diocesana «Agresti» di Lucca[35][37],
- la Biblioteca Federiciana di Fano[30][32],
- la Biblioteca del Sacro Convento di S. Francesco di Assisi[30][32],
- la Biblioteca Casanatese di Roma[30][32],
- la Biblioteca Privata «Rostirolla» di Roma (tra cui un requiem copiato da Francesco Zanetti, allievo di Santucci)[30][38],
- la Stadtpfarrkirche St. Martin di Eisenstadt in Austria.[39]

Il Centro Documentazione Musicale della Toscana ha contribuito a localizzare fondi recanti copie manoscritte di opere di Santucci nell'area di Lucca:
- il Fondo Bernini nella Biblioteca Diocesana «Agresti»[32][40][41],
- il Fondo musicale della Chiesa del SS. Crocifisso, conservato presso la Biblioteca Feliniana.[30][32][35][42]

### Musica a stampa
Edizioni stampate di opere di Santucci si segnalano (in ordine decrescente secondo il numero di copie possedute) a 
- Venezia (Biblioteca Nazionale Marciana e Conservatorio «Benedetto Marcello»)[43][44][45],
- nei Conservatori di Milano, Brescia, Bologna, Genova, Firenze e Napoli[32][43][45][46][47][48][49],
- nel Museo internazionale e biblioteca della musica di Bologna[43][46][47],
- nelle biblioteche Diocesana «Agresti» e Statale di Lucca[46][47][49],
- nella Biblioteca Casanatese di Roma[27][45][46][48],
- nella Fondazione Greggiati di Ostiglia (Mantova)[32][45][48],
- nell'Archivio Capitolare di Pistoia[32][34][45][48],
- nel Seminario «Muratori» di Modena[44],

e, all'estero, a Vienna (Gesellschaft der Musikfreunde e Österreichische Nationalbibliothek).

### Autografi

#### Il Fondo Arrosti
Gli autografi di Santucci pervenutici non sono pochi, ma fino a poco tempo fa la loro consistenza conosciuta, che ricopriva un arco di tempo di soli dieci anni, rifletteva una produzione assai esigua rispetto a quello che era lecito immaginarsi da un'attività, al contrario, durata decenni. Indagini timide e private, effettuate da pochi appassionati di musica locali, portarono all'ipotesi che il grosso della sua produzione fosse ancora proprietà dei discendenti, oggi appartenenti alla famiglia degli Arrosti, tutt'oggi residenti a Palazzo Santucci a Camaiore. Costoro hanno iniziato a promuovere un progressivo studio del loro archivio solo nel 2015, dopo anni di oblio (con pochissimi tentativi di valorizzazione effettuati a livello locale). Da allora si è scoperto che il «Fondo Arrosti» conserva, in esemplari autografi, quella che probabilmente è l'intera produzione di Santucci (quasi 200 composizioni), oltre che la sua biblioteca musicale, le sue lettere, e l'intero archivio (anch'esso con composizioni e testi musicali) del nipote Giovan Battista Rinuccini (il suo primo biografo). Il fondo è tuttora privato, ma gli Arrosti hanno stilato una convenzione con l'Associazione Musicale «Marco Santucci» per il graduale trasferimento dell'archivio musicale nella Biblioteca Feliniana di Lucca, cosa che permetterà nuovi studi.

#### In Italia
Come detto, gli autografi di Santucci non sono pochi. Si elencano le città che li conservano:
- Bologna (Accademia Filarmonica, Fondo antico):
  - Canoni sulle preghiere del rosario, datati 1798[57],
  - una cantata In duro tronco, datata 1804[58],
  - gli Esempi di contrappunto doppio col trasporto in decima[59],
  - un Ecce sacerdos magnus[60],
  - un Dixit appartenuto al bibliotecario bolognese Masseangelo Masseangeli[61],
  - un Introito per la Messa votiva della Madonna, anch'esso appartenuto a Masseangeli, datato 1790 (autografo parziale: alcune parti sono state integrate ex-novo nel 1850)[62],
  - la cantata scenica Marco Curzio per le «Tasche» di Lucca del 1791[30][63],
  - un Salmo 114 (116), Dilexi quoniam exaudiet, nella versione italiana di Saverio Mattei: questa è una versione riveduta da Santucci in due tempi (nel 1803 e nel 1827) di una precedente redazione del 1792 oggi conservata a Napoli (vedi punti successivi)[64];
  - l'Accademia conserva anche l'autografo del trattato sulla melodia, collezionato dal bibliotecario Masseangeli.[14][65]
- Firenze (Conservatorio Luigi Cherubini):
  - una Messa da Requiem datata «Camajore 1790»[30];
- Roma (Laterano): 
  - un Iste est Joannes[66],
  - una Messa a otto voci (autografo probabile)[67];
- Abbazia di Montecassino: Oratorio sui salmi 72 e 63, su testo italiano di Saverio Mattei, un autografo, però, incerto e incompleto: sul frontespizio reca Prima parte[68];
- Napoli (Conservatorio di San Pietro a Majella):
  - un Credo a 4 voci[69],
  - un Salmo 5[70],
  - un Salmo 22 (23), Dominus regit me (autografo parziale)[30][71],
  - un Salmo 24 (25), Ad te Domine levavi animam meam (autografo parziale)[30][72],
  - un Salmo 41 (42), Quemadmodum desiderat cervus[73],
  - un Salmo 114 (116), Dilexi quoniam exaudiet, nella versione italiana di Saverio Mattei: prima versione (datata «Camajore 5 febrajo 1792») del salmo la cui riscrittura definitiva del 1827 è conservata a Bologna (vedi punti precedenti)[30][74],
  - una cantata Spenta hai pur la sete per la passione di Cristo (autografo incerto)[30][75][76],
  - una parafrasi del Dies irae in italiano per 4 voci[30][77],
  - una rilegatura di partiture di accompagnamento strumentale per vari salmi[30][78],
  - una messa appartenuta alla Chiesa di San Sebastiano (parziale)[79],
  - una Messa a più voci con violini e strumenti a fiato obbligati (autografo incerto poiché segna «Michael Santucci Fecit anno domini 1765»: il nostro Marco, e non Michele, Santucci aveva solo 3 anni in quella data)[30][80],
  - una Messa in si bemolle a quattro voci concertata[30],
  - un Benedictus Dominus Deus Israel dalla Chiesa di San Francesco di Paola a Palazzo (datato 30 marzo 1789), autografo incerto[30][81],
  - una Sinfonia in do con più strumenti obbligati[30],
  - una Sinfonia, datata 1790 in si bemolle.[30]

#### L'autografo a Berlino
Il Musikabteilung del Preußischer Kulturbesitz nella Staatsbibliothek zu Berlin, conserva una breve composizione per due soprani, due violini, viole e contrabbasso, che nel frontespizio reca il titolo «Salmo LXXIII./Dilexi quoniam exaudiet dominus &c./in Italiano/Come avrò cor sì barbaro &c.». Dilexi quoniam exaudiet è in realtà il salmo 114, quello che Santucci ha composto su traduzione italiana di Mattei (che in effetti traduce Come avrò cor sì barbaro) nel 1792, e che poi ha rivisto nel 1803 e 1827. Il salmo 73 recita, invece, Ut quid Deus repulisti in finem, che Mattei traduce Ci abbandonasti! e perché mai, Signore? La musica composta nel manoscritto di Berlino segue in effetti il testo di Mattei del salmo 114, dal verso 17 (corrispondente al quarto versetto del salmo). Non si conosce la natura di questo manoscritto: è certo che sia appartenuto a Georg Poelchau (1773-1836), e che la mano che lo ha scritto è quella di un Santucci anziano, ma non sappiamo se la composizione che reca sia da connettersi con il Salmo 114 più volte riscritto, o con l'oratorio basato sui salmi 73 e 63 oggi conservato a Montecassino e anch'esso desunto dalla versione italiana di Mattei (come potrebbero suggerire alcune indicazioni alla fine del manoscritto di Berlino, che fanno intendere l'esistenza di una continuazione, forse da mettere in relazione alla dicitura «Prima parte» presente nel documento di Montecassino: tutti indizi che potrebbero designare una composizione di ampio respiro che ci è pervenuta lacunosa), oppure se si tratta di una composizione del tutto a sé stante.

### Lettere
Oltre alle lettere non ancora studiate presenti nel Fondo Arrosti, si segnalano quelle conservate nella Biblioteca Universitaria di Pisa (che ha una lettera inviata da Santucci a Johann Paul Schulthesius, il 13 luglio 1813); nel Museo internazionale e biblioteca della musica di Bologna (che possiede una lettera che Santucci ricevette dal maestro Fenaroli nel 1793); e, soprattutto, le oltre 100 missive indirizzate a Santucci da una gran massa di mittenti (Giuseppe Becherini, Fedele Fenaroli, Stanislao Mattei, Gaetano Sborgi, Disma Ugolini, Antonio Puccini, Schulthesius e tanti altri) conservate presso l'Accademia Filarmonica di Bologna.